# Nobujuki Sanada
Nobujuki Sanada (japonsky 真田 信之, Sanada Nobujuki) byl japonský samuraj, který žil v období Sengoku.

## Mládí
Narodil se v roce 1566 jako nejstarší syn vojenského velitele Masajukiho Sanady a jeho ženy Jamanote. Měl bratra jménem Jukimura.
Protože jeho otec byl v pořadí třetí syn, neměla rodina zprvu tak dobré postavení. Ovšem oba jeho starší bratři, Nobujukiho strýcové, padli v bitvách, a tak si rodina během chlapcova dětství polepšila.
Když jeho otec Masajuki Sanada sloužil u armády pod velením Šingena Takedy, rozhodl se prokázat svou věrnost tím, že syna poslal do nepřátelského tábora jako rukojmí.  Takedova vojska byla poražena a chlapec musel uprchnout do hradu Ueda, kde sídlili jeho příbuzní. Toto sídlo bylo záhy sice napadeno, ale nebylo dobyto. Obranu vedl Sanada Masajuki. Mladý Nobujuki se jí zúčastnil po otcově boku a nakonec sám vstoupil do armády a stal se samurajem ve službách Iejasu Tokugawy.
Jeho odchod byl rodinou vítaný, protože jednak reprezentoval rod a zároveň byl genetickou zálohou pro jeho zachování, kdyby se zbytku rodiny, žijícímu vesměs pohromadě, něco stalo.[zdroj?]
Měl celkem tři manželky. Za hlavní ženu dostal samurajku Komazuki, dceru generála Tadakacua Hondy. Oženil se také se svou sestřenicí Seiin-in (s tou ho rodiče zasnoubili, když mu bylo 10 let, aby utužili rodinné vztahy) a Ukyo, dcerou dalšího vojenského hodnostáře.

## Bitva u Sekigahary

Bitva u Sekigahary

Během bitvy u Sekigahary bojoval v řadách Iejasu Tokugawy, jehož vojsko reprezentovalo klany východního Japonska. Proti nim stál Micunari Išida. Bitvy se zúčastnili také Nobujukiho otec a mladší bratr Jukimura , kteří byli oba zajati. Nobujuki Sanada měl tehdy již dost významné postavení na to, aby vyjednal jejich propuštění. Podmínkou bylo, že se oba stáhnou do ústraní, proto byli následně posláni do Kudojamy na hoře Kója v provincii Kii a rodinné sídlo, hrad Ueda, přešlo do Nobujukiho správy.

## Obléhání Ósaky

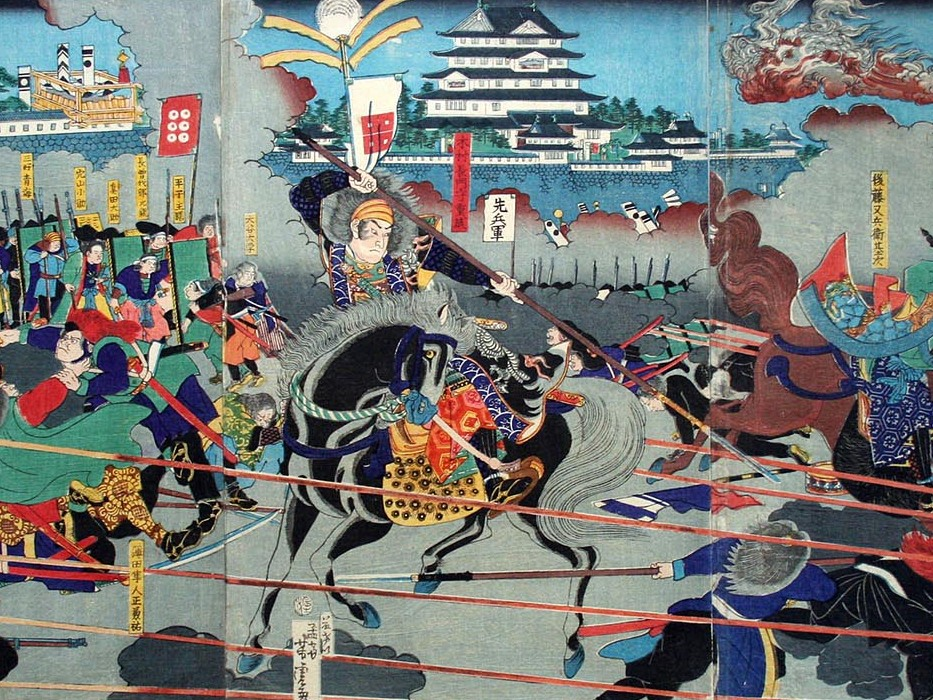
Obléhání Ósaky

V roce 1614 se vztahy mezi východem a západem, jehož novým hlavním reprezentantem se stal po Micunariho smrti v bitvě u Sekigahary Hidejoši Tojotomi, začaly opět vyostřovat. V reakci na to svolal Iejasa Tokugawa znovu armádu a obklíčil s ní hrad Ósaka.
V té době opustili Masajuki a Jukimura Sanada exil. Ne však proto, aby se připojili na stranu východu. Namísto toho se přidali k Tojotomovi. Nobujuki Sanada, který opět stál a vítězil na straně Iejasa Tokugawy, se o zachování svých příbuzných dozvěděl. Nemohl je však znovu ušetřit a zakročit v jejich prospěch, a tak oba dva během bitvy padli.

## Život po válce
Po obléhání Ósaky se Nobujuki těšil u Tokugawy velké úctě, měl dobré postavení a obdržel množství vojenských hodností a jiných odměn. V roce 1622 se stal pánem klanu Macuširo.
Dožil se 92 let, zemřel v roce 1658.